# Albergo dell'Orso
L'Albergo dell'Orso è un edificio medievale di Roma, che si trova nel rione Ponte, alla punta del triangolo delimitato da Via di Monte Brianzo, via dei Soldati e da via dell'Orso che da questo edificio prende nome. Attualmente ospita l'Hostaria dell'Orso, un ristorante.
In precedenza la strada ebbe altri nomi, come Posterula, Sistina (per la risistemazione messa in opera di Sisto IV). Faceva parte del "percorso papale", che portava il Papa dal Vaticano a San Giovanni, con un corteo descritto da Montaigne che alloggiò nell'albergo per due giorni.

## Storia

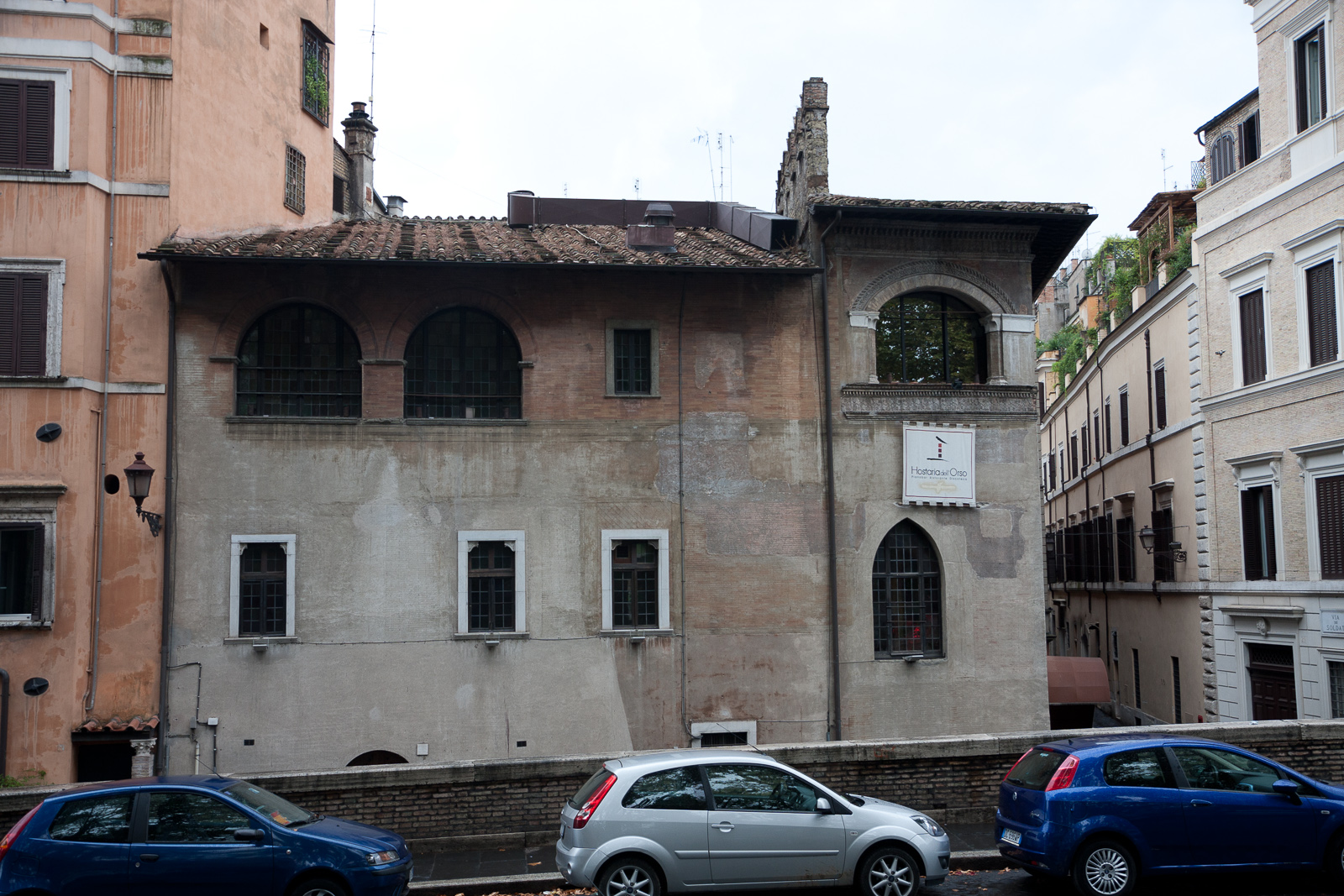
Vista recente da via di Monte Brianzo.

Nel 1517 la via dell'Orso ricevette questo nome, probabilmente in riferimento all'inaugurazione dell'antico Albergo dell'Orso, uno dei pochi casi in cui il nome di una strada è un riferimento a un luogo specifico e non viceversa.
Per quanto riguarda l'origine del nome stesso ci sono diverse interpretazioni: secondo alcuni deriverebbe dal nome del fondatore, un certo Baccio dell'Orso, secondo altri un riferimento al marchio dell'ostello, in cui erano rappresentati due orsi.
L'esistenza di due rilievi marmorei affissi sui muri lungo questo percorso avvalora quest'ultima ipotesi: uno di essi è ancora visibile al numero 87 e l'altro era all'angolo con via dei Soldati.
Quest'ultimo, un frammento di un sarcofago romano del III secolo, fu rubato il 9 marzo 1976 e quello che oggi si può vedere nel sito è una copia che lo scultore Vincenzo Piovano realizzò due anni dopo basandosi sulle poche riproduzioni dell'originale esistenti all'epoca.
Comunque sia, ciò che non corrisponde alla leggenda sono gli animali rappresentati nelle sculture, che non sono orsi ma leoni: il primo, un leone che caccia un'antilope e il secondo, un leone che morde un cinghiale.
Nel caso di questa tesi si presuppone che i due animali, la cui rappresentazione è del tutto imperfetta, siano stati considerati orsi.
L'edificio fu costruito nel XV secolo da una famiglia della bassa nobiltà romana, i Piccioni, gli stessi che, nel 1517, trasformarono l'edificio in un ostello, all'epoca uno dei migliori della città. 
La zona, vicina al Porto di Ripetta, era nota per le sue locande economiche e i bordelli. 

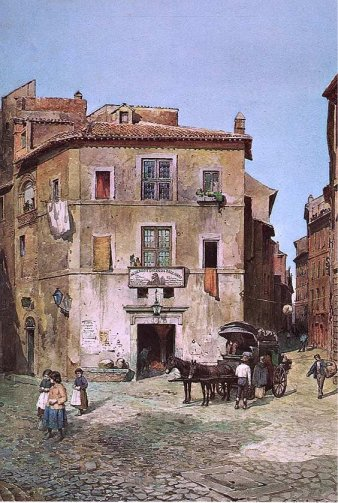
Acquarello di Ettore Roesler Franz (1880).

Pochi ostelli hanno una storia più illustre.
Sebbene il soggiorno del poeta Dante sia leggendario, è certo che vi soggiornarono durante i loro viaggi a Roma gli scrittori francesi Rabelais e Michel de Montaigne (nel suo Voyage en Italie, 1580-1581), Gogol, Goethe e molti altri.
La buona fama durò almeno fino al 1630, quando la locanda godeva già di ben peggiore reputazione, ospitando allora vetturali, postiglioni e stallieri, e l'edificio fu trasformato in ufficio postale per viaggi pubblici e privati, come testimonia l'acquerello di Ettore Roesler Franz: al centro dell'edificio era posta una grande targa in legno raffigurante un orso seduto e incatenato e, in lettere rosse, la scritta "Albergo e Locanda dell'Orso".
Su entrambi i lati, in italiano e francese, la scritta "Vetture per lo Stato e per l'Estero. Spedizioni di Mercanzie e cavalli da Tiro"
Successivamente, la Via dell'Orso divenne famosa per i suoi antiquari: in uno dei negozi, il cardinale Joseph Fesch, zio di Napoleone Bonaparte, trovò una parte di una tavola che, insieme ad un'altra già posseduta, è risultata essere, dopo i lavori di restauro, l'opera "San Girolamo", di Leonardo da Vinci, attualmente alla Pinacoteca Vaticana.
Nella mappa del 1781 di Giuseppe Vasi, la Strada dell'Orso era un percorso molto più lungo, poiché inglobava anche la moderna Via dei Coronari. Entrambi facevano parte della Via Recta, una strada aperta da Papa Sisto IV e modificata alla fine del XIX secolo, quando le due furono separate. L'edificio attualmente ospita l'Hostaria dell'Orso.